# Examensbevis

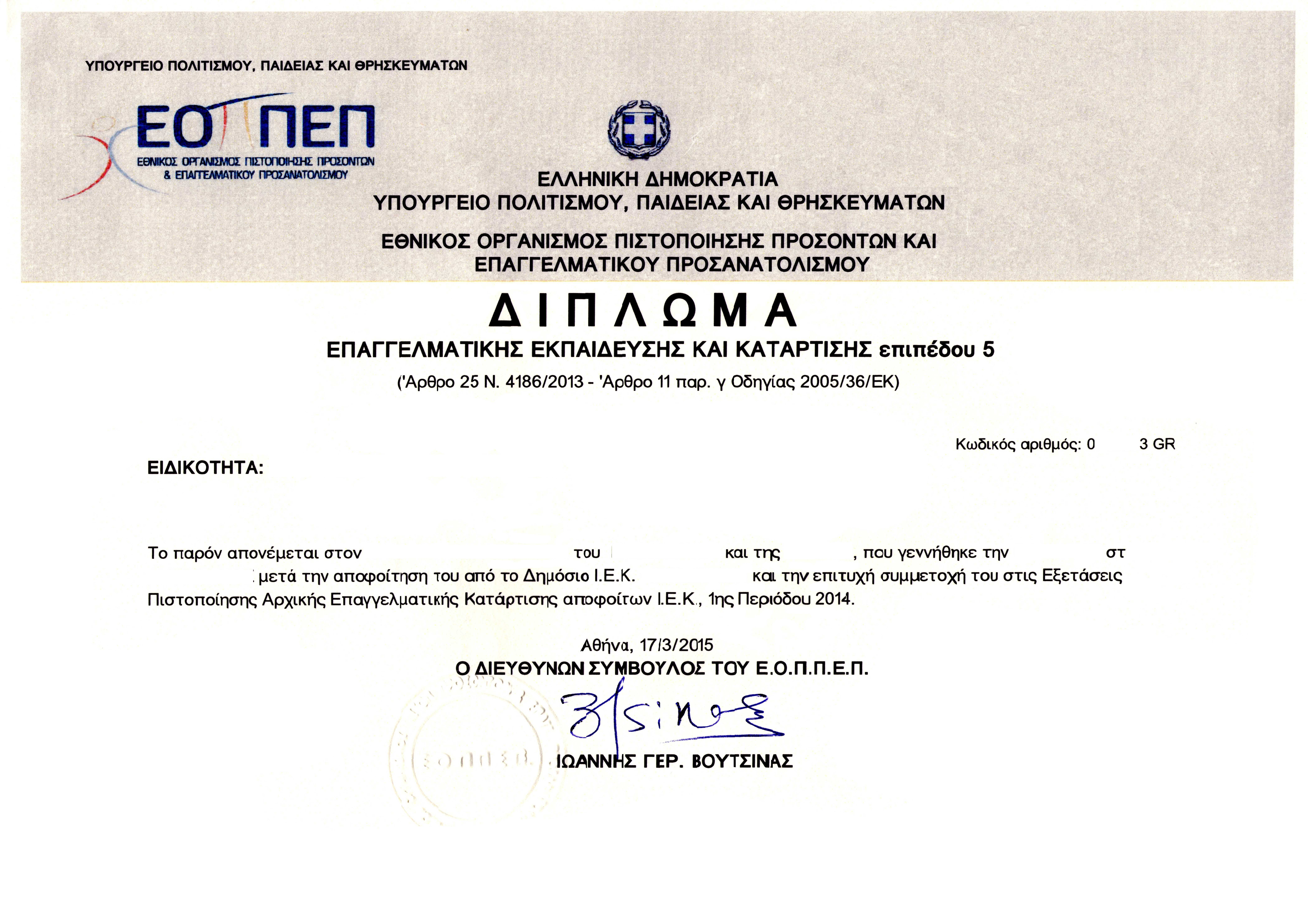
Ett grekiskt examensbevis.

Examensbevis är ett dokument som intygar att en viss examen avlagts. Examensbeviset utfärdas ofta, men inte alltid, av den utbildningsinstitution där examen  avlagts.
Regelverket för examensbevis skiljer sig åt mellan olika länder och olika utbildningsformer. Vanligast globalt är att ett examensbevis utfärdas i samband med att en examen på högskolenivå avslutas, men examensbevis kan utfärdas även i andra sammanhang. 
Själva examensbeviset har ofta ceremoniell utformning, och innehåller ofta många säkerhetsdetaljer för att förhindra förfalskning. 
Examensbevis förväxlas ofta med Yrkeslegitimation. Skillnaden är att examensbviset intygar att en examen har avlagts inom en utbildning, medan legitimationen är dokumentet som intygar att en person för utöva ett visst yrke. I Sverige kan en yrkeslegitimation kan också återkallas , vilket normalt inte kan ske med en examen från en högskola eller ett universitet.